# Buxus moratii
Buxus moratii är en buxbomsväxtart som beskrevs av George Edward Schatz och Lowry. Buxus moratii ingår i släktet buxbomar, och familjen buxbomsväxter. Inga underarter finns listade i Catalogue of Life.